# Radio Technical Commission for Aeronautics
Die Radio Technical Commission for Aeronautics (RTCA) ist eine nicht gewinnorientierte Vereinigung mit Sitz in Washington, D.C. (USA).
Sie gibt Empfehlungen für Kommunikation, Navigation und Überwachung des Flugverkehrsmanagements (CNS/ATM).
Die RTCA dient als „föderative Gutachterkommission“ (Federal Advisory Committee) in den USA. Seine Empfehlungen werden teilweise durch die US-amerikanische Bundesluftfahrtbehörde Federal Aviation Administration (FAA) u. a. sowie durch Private übernommen.
Die „Software Considerations in Airborne Systems and Equipment Certification“ DO-178B ist z. B. von der FAA und der Europäischen Agentur für Flugsicherheit (EASA) für die Software-Entwicklung für Flugzeuge für bindend erklärt worden.
Die europäische Entsprechung der RTCA ist die European Organization for Civil Aviation Equipment oder kurz EUROCAE.
Üblicherweise arbeiten EUROCAE und RTCA eng zusammen. Einige Dokumente, z. B. das Dokument DO-160 (ED-14), das sich mit Umwelteinflüssen aus der Umgebung (z. B. Blitzschlag, Störfestigkeit) auf Elektronik befasst, werden gemeinsam entwickelt. Das Dokument DO-160 wird in der Luftfahrtindustrie als Mindestanforderung zum Schutz von Luftfahrtelektronik gegenüber Umwelteinflüssen einschließlich des Fachgebiets der elektromagnetischen Verträglichkeit verstanden. In der militärischen Luftfahrtindustrie gilt innerhalb der USA obligatorisch, in der zivilen Luftfahrt und außerhalb der USA optional MIL-STD-461.

## Weblink
- https://www.rtca.org (englisch)